# Аджихад
Аджихад (англ. Ajihad) — персонаж трилогии «Наследие», лидер варденов. Актёр, сыгравший его в фильме Эрагон, объяснил суть этого персонажа такими словами: «Аджихад — это истинный воин».
Кристофер Паолини так описывает внешность Аджихада:
Его кожа цвета эбенового дерева, натёртого маслом, блестела в свете ламп. Голова наголо обрита, а подбородок украшала коротко остриженная чёрная бородка. Лицо у него было даже красивое, крупной лепки, из-под бровей посвёркивали мрачноватые умные глаза. Он был широкоплеч, могуч и строен, и красоту его фигуры подчёркивал красный, узкий в талии камзол, расшитый золотой нитью и надетый поверх дорогой, того же оттенка рубашки. Он держался с большим достоинством, и от него исходило ощущение величия и властности. Когда он заговорил, его голос звучал мощно, уверенно и спокойно.
Убит в начале 2 книги ургалами.

## Аджихад в экранизации
В фильме «Эрагон» роль Аджихада исполняет Джимон Хонсу — один из ведущих актёров фильма. Продюсер фильма Вик Годфри (англ. Wyck Godfrey) так объясняет это выбор: «Мы искали актёра, который был бы достаточно физически сильным для участия в сражениях, и в то же время мог бы создать значительный образ».